# PWS-1
PWS-1 – polski prototypowy samolot myśliwski okresu międzywojennego.

## Historia
W 1924 roku IV Departament Żeglugi Powietrznej Ministerstwa Spraw Wojskowych ogłosił konkurs na projekt dwumiejscowego ciężkiego samolotu myśliwskiego do eskortowania samolotów z eskadr niszczycielskich i wywiadowczych. Projekt takiego samolotu opracowali inż. Zbysław Ciołkosz i inż. Aleksander Grzędzielski pracujący w biurze konstrukcyjnym Podlaskiej Wytwórni Samolotów. Był to pierwszy samolot opracowany w tej wytwórni i został oznaczony jako PWS-1. 
Projekt samolotu PWS-1 uzyskał wstępną akceptację przedstawicieli lotnictwa wojskowego i w dniu 6 kwietnia 1927 roku podpisano umowę z wytwórnią na budowę dwóch prototypów. Budowę tych prototypów wytwórnia rozpoczęła jeszcze przed podpisaniem tej umowy, w związku z tym próby statyczne przeprowadzono już 25 lutego 1927 roku, a oblot prototypowego samolotu PWS-1 odbył się w dniu 25 kwietnia 1927 roku. 
Pierwszy lot był nieudany, gdyż samolot miał zbyt małą sterowność, a pilot Franciszek Rutkowski nie mógł na nim wykonać lądowania na lotnisku w przyfabrycznym i był zmuszony przelecieć nim z Białej Podlaskiej do Dęblina, gdzie lądował z lotu prostego. Prototyp przebadano w związku z tym w Instytucie Badań Technicznych Lotnictwa (IBTL) w Warszawie i stwierdzono małą stateczność kierunkową i poprzeczną samolotu oraz osiągi mniejsze od założonych.
Uwzględniając wnioski uzyskane z prób, w 1928 roku konstruktorzy wprowadzili do prototypu zmiany, które polegały zastosowaniu duralowego płata o cieńszym profilu i z zaokrąglonymi końcówkami oraz z lotkami o mniejszym wydłużeniu. Zwiększono również powierzchnię usterzenia pionowego oraz wprowadzono wyważenie rogowe sterów wysokości i kierunku. Prototyp z takimi zmianami oznaczono jako PWS-1 bis.
Prototyp PWS-1 bis został oblatany na początku 1929 roku przez pilota fabrycznego Franciszka Rutkowskiego i w czasie prób wykazywał znacznie lepsza sterowność od swojego poprzednika. Miał lepsze osiągi, krótki start i łatwość lądowania. Otrzymał także pozytywną opinie ITBL, lecz nie został wprowadzony do produkcji seryjnej. Lotnictwo wojskowe stwierdziło bowiem,  że samolot PWS-1 bis jako myśliwiec jest za mało zwrotny, a jako samolot rozpoznawczo-bombowy miał za mały udźwig uzbrojenia i wyposażenia fotograficznego w porównaniu do używanych wówczas samolotów Potez XXV i Breguet 19.
W dniu 29 października 1929 roku ostatecznie przerwano pracę nad samolotem PWS-1.

## Konstrukcja

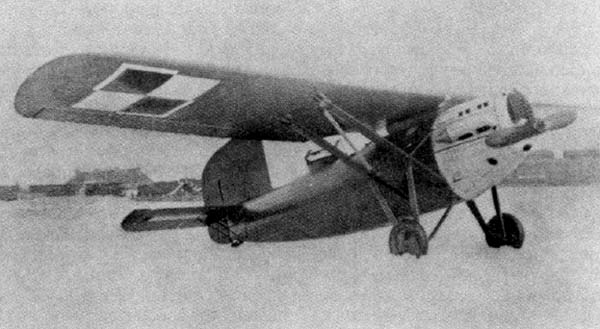
PWS-1bis

Samolot PWS-1 był dwumiejscowym, ciężkim samolotem myśliwski, górnopłatem o konstrukcji mieszanej, napędzany silnikiem widlastym w układzie W ze stałym podwoziem klasycznym.
Samolot ten charakteryzował się  nietypowym płatem o bardzo grubym profilu i lekkim skosie, z lotkami na całej krawędzi spływu, służących również jako klapy. Płat miał konstrukcję dwudźwigarową drewnianą, do pierwszego dźwigara krytą sklejką, dalej płótnem. Mocowany był do wieżyczki z rur stalowych na kadłubie oraz podparty dwiema parami zestrzałów. W wersji PWS-1 bis, płat był cieńszy i wykonany z duralu.
W przedniej części kadłuba na o konstrukcji kratownicowej spawanej z rur stalowych znajdował się silnik widlasty, a za nim zbiorniki paliwa o pojemności 375 l, który można było awaryjnie zrzucić. W środkowej części kadłuba rozmieszczono jedna za drugą dwie odkryte kabiny, pierwszą pilota, drugą obserwatora. Obie kabiny wyposażone były w urządzenia sterownicze i niezbędne przyrządy pokładowe. Na końcu kadłuba umieszczono usterzenie klasyczne drewniane, kryte płótnem. Stateczniki pionowe podparte były zestrzałami. Kadłub, poza silnikiem osłoniętym blachą aluminiową, kryty był płótnem.
Napęd stanowił silnik widlasty Lorraine-Dietrich Eb z dwułopatowym drewnianym śmigłem.